# サリチルアルコール
サリチルアルコール (Salicyl alcohol) またはサリゲニン (Saligenine) は、フェノール配糖体のサリシンのアグリコンで、1860年にサリシンの加水分解によって得られた有機化合物である。サリチルアルコールを酸化するとサリチル酸が得られる。

## 存在
サリシンの形でヤナギ科植物の樹皮に含まれる。
これらの植物を食べるハムシの一部には、サリチルアルコールオキシダーゼ (SAO) という酵素を持つものがいる。この虫の幼虫は、β-グルコシダーゼを用いて餌中のサリシンをサリチルアルコールとした後、SAOによって揮発性のサリチルアルデヒドを生産し、抗菌・防御物質として用いている。

## 合成
フェノールとジクロロメタンに水酸化ナトリウムの水溶液を作用させるとサリチルアルコールが得られる。